# لويس غارسيا (مصور)
لويس غارسيا (بالإسبانية: Luis García Hevia)‏ (و. 1816 – 1887 م) هو مصور، ورسام كولومبي، ولد في بوغوتا، توفي في بوغوتا، عن عمر يناهز 71 عاماً.